# Corey Davis (cyclisme)
Pour les articles homonymes, voir Davis.
Corey Davis, né le 11 octobre 1992,, est un coureur cycliste américain. Il est membre de l'équipe Q36.5 Pro.

## Biographie
Né aux États-Unis, Corey Davis réside actuellement en Suisse. 
En 2020, il intègre la formation allemande Maloja Pushbikers. Durant sa première saison, il termine neuvième de Belgrade-Banja Luka. L'année suivante, il se classe notamment dix-neuvième de l'Okolo Jižních Čech ou vingt-troisième du Tour de Roumanie. 
En 2023, il rejoint la nouvelle équipe continentale professionnelle Q36.5 Pro, qui évolue sous licence italienne. 

## Palmarès

### Par année
- 2017
  - Bull City Grand Prix
  - Hyde Park Blast Criterium
- 2018
  - 2e de la Carolina Cup
  - 3e du Tour of Southern Highlands

### Classements mondiaux
| Année                                 | 2020  | 2021  | 2022 | 2023  |
| ------------------------------------- | ----- | ----- | ---- | ----- |
| Classement mondial                    | 1013e | 2339e | nc   | 2303e |
| UCI America Tour                      | 80e   | 395e  | nc   | nc    |
|                                       |       |       |      |       |
| Légende : nc = non classéSource : UCI |       |       |      |       |